# Elkie
Chong Ting-yan (n. 2 noiembrie 1998, Hong Kong, Republica Populară Chineză), cunoscută ca Elkie, este o cântăreață din Hong Kong, membră a formației CLC.